# Stadius (kráter)

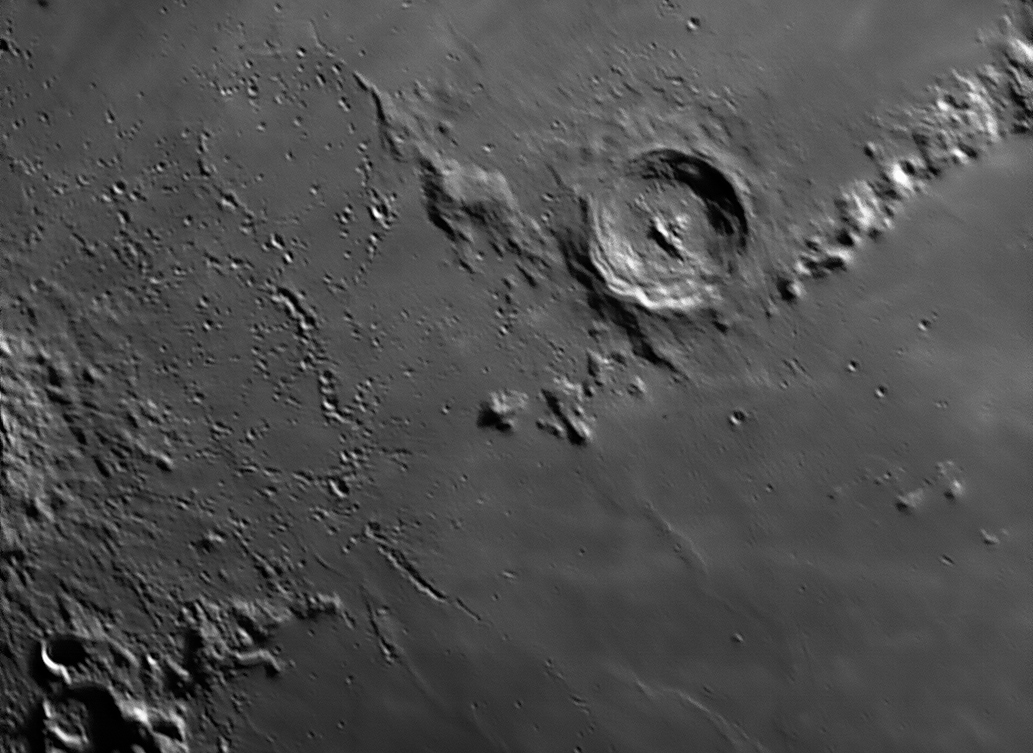
Na snímku je dobře patrný výrazný kráter Eratosthenes. Obrysy Stadia lze nalézt vlevo od něj mírně nahoře (fotografie není orientována severojižním směrem).

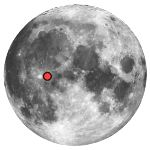
Poloha kráteru Stadius na přivrácené straně Měsíce.

Stadius je starý lávou zatopený kráter v severní části Mare Insularum (Moře ostrovů), kde začíná Sinus Aestuum (Záliv veder) na přivrácené straně Měsíce. Má průměr 69 km a leží jihozápadně od výrazného kráteru Eratosthenes s terasovitými valy, mezi nimi leží horský masiv. Okrajový val Stadia je značně narušen a na mnoha místech zcela chybí, v relativně neporušené formě se dochovala pouze severovýchodní část. Severozápadně od něj se nachází řetězec kráterů, který pokračuje až k okraji Mare Imbrium (Moře dešťů), kde přechází v brázdu tvořenou kráterovými jamkami (malými krátery). Jedná se zřejmě o druhotný útvar související se vznikem mladšího kráteru Koperník ležícího západně. Jelikož je Stadius zatopený kráter, není zde centrální vrcholek.

## Název
Pojmenován je podle belgického matematika a astronoma Johanna Stadia, autora planetárních tabulek Tabulae Bergenses.

## Satelitní krátery
V okolí se nachází několik dalších kráterů. Ty byly označeny podle zavedených zvyklostí jménem hlavního kráteru a velkým písmenem abecedy.
| Stadius | Sel. šířka | Sel. délka | Průměr |
| ------- | ---------- | ---------- | ------ |
| A       | 10.4° S    | 14.8° Z    | 5 km   |
| B       | 11.8° S    | 13.6° Z    | 6 km   |
| C       | 9.7° S     | 12.8° Z    | 3 km   |
| D       | 10.3° S    | 15.3° Z    | 4 km   |
| E       | 12.6° S    | 15.6° Z    | 5 km   |
| F       | 13.0° S    | 15.7° Z    | 5 km   |
| G       | 11.2° S    | 14.8° Z    | 5 km   |
| H       | 11.6° S    | 13.9° Z    | 4 km   |
| J       | 13.8° S    | 16.1° Z    | 4 km   |
| K       | 9.7° S     | 13.6° Z    | 4 km   |
| L       | 10.1° S    | 12.9° Z    | 3 km   |
| M       | 14.7° S    | 16.5° Z    | 7 km   |
| N       | 9.4° S     | 15.7° Z    | 5 km   |
| P       | 11.8° S    | 15.2° Z    | 6 km   |
| Q       | 11.5° S    | 14.8° Z    | 4 km   |
| R       | 12.2° S    | 15.2° Z    | 6 km   |
| S       | 12.9° S    | 15.5° Z    | 5 km   |
| T       | 13.2° S    | 15.7° Z    | 7 km   |
| U       | 13.9° S    | 16.4° Z    | 5 km   |
| W       | 14.1° S    | 16.4° Z    | 5 km   |